# Francesco Caporale
Francesco Caporale (Badolato, 12 luglio 1872 – Catanzaro, 6 ottobre 1961) è stato un presbitero italiano, rappresentante del cattolicesimo sociale calabrese della prima metà del ‘900.

## Biografia
Laureato in utroque jure, docente presso lo studentato teologico diocesano Pio X di Catanzaro a questo prete, di grande statura spirituale e culturale, è infatti toccato in sorte di promuovere e accompagnare la storia del cattolicesimo sociale e democratico nella Calabria contemporanea.
Il 1891 è l'anno della Rerum Novarum che «...delinea principi fondamentali, spunti di riflessione e criteri di orientamento, per quei cattolici, altri cristiani e persone di buona volontà, che tentano di trovare nuove forme di impegno concreto per il raggiungimento del bene sociale e per la promozione di un nuovo umanesimo».
Lo "Sturzo di Calabria", come don Caporale verrà definito, entra con entusiasmo ed impegno nel "popolarismo meridionale", ossia nell'associazionismo cattolico operaio e contadino, e ne diviene ben presto punto di riferimento, unitamente ad altri grandi "popolari" calabresi, come il medico-poeta Antonino Anile di Pizzo e Vito Giuseppe Galati di Vallelonga, più tardi ministro dell'Istruzione nel primo e secondo governo Facta.
Don Francesco Caporale lascia un solco profondo nel movimento cattolico operaio e contadino, per tutto il Novecento fino alle soglie del Concilio, emergendo ancor oggi, come autore e personaggio di riferimento, nel panorama politico e sociale calabrese. La sua dimensione umana e spirituale mostra altresì alle nuove generazioni che non lo hanno conosciuto, i valori etici e civili della nostra terra, valori che, senza incertezze ed equivoci, soltanto i giovani, oggi, in Calabria, dimostrano di voler compiutamente conquistare e fermamente salvaguardare.
Il 6 ottobre 1984, Giovanni Paolo II, in visita in Calabria, lo ricordò tra le grandi figure di sacerdoti della storia recente della regione.

## Opere
- Ketteler;
- L'Abate Bayraud;
- La chiesa e la cultura;
- Per la scuola;
- Contro l'analfabetismo;
- Fiducia e pessimismo;
- Fidare e confidare;
- Giovanni Pascoli;
- Il XVI centenario costantiniano;
- Qual progresso;
- La Rerum Novarum;
- Le elezioni del Belgio;
- Una visita al Santuario di Paola;
- Fatti ed ammaestrati;
- P.S.I. ?;
- Svegliamoci;
- Un avvenimento di straordinaria importanza;
- Per la società degli Amici dell'Arte Cristiana;
- Fatti eloquenti;
- La Pace;
- Un Partito senza programma e… un programma senza partito (partito radicale);
- Il Congresso per la cultura popolare e del CPS;
- Nell'anno 1913;
- La libertà della Chiesa alla Camera dei Deputati;
- Il Partito indefinibile;
- Il Santo Calabrese;
- Il 15 maggio;
- Il Nostro Movimento Sociale;
- L'apoteosi d'un filosofo cristiano;
- La Massoneria;
- Al nostro posto;
- Il patto Gentiloni in Calabria;
- I cattolici e le elezioni;
- Attenti alla Massoneria;
- Massoneria, radicalismo ed elezioni;
- Per la scuola cristiana;
- Che cosa chiedono i cattolici in cambio dei loro voti;
- Che cosa domandano i cattolici nelle prossime elezioni;
- Il referendum sulla Massoneria e la difesa del Gran Maestro;
- La Vigilia elettorale;
- Situazione elettorale in Calabria;
- Previsioni;
- Chi ha vinto?;
- La risposta dei nazionalisti al Gran Maestro della Massoneria;
- In pieno carnevale;
- Le settimane Sociali;
- Per la nostra azione;
- Ancora della settimana Sociale di Milano;
- Il Segretario dell'U.P. per il Mezzogiorno;
- A raccolta!;
- Per la nostra azione;
- Una nuova rotta del socialismo francese;
- Il Congresso Nazionalista;
- Una vampata rivoluzionaria;
- In morte di Pio X;
- Malanni democratici.

## Il Centro Studi
Il Centro Studi Politico Sociale Don Francesco Caporale viene fondato nel 1966 ad opera di un gruppo di volenterosi calabresi, ma riceve la sua ufficializzazione nella città di Torino per mano dell'allora ministro Carlo Donat-Cattin. Numerosi e vari sono i contributi sociali e culturali che il Centro ha fornito all'intera regione Calabria: seminari, convegni e manifestazioni che ne hanno fatto per oltre un ventennio un valido biglietto da visita per l'intera società meridionale.
Si ricordano fra i tanti: il Seminario di Studi sulla presenza di Giorgio La Pira in Italia e nel Mondo - con la partecipazione di Padre Ernesto Balducci -. Tra i soci fondatori ricordiamo Antonio Benvenuto, Pasquale Caserta, Talli Chiaravalloti, Gerardo Pagano e Sergio Scarpino.
Il Centro Studi non ha proposto nuove formule organizzative politiche né, tanto meno, pseudo partitiche; ha invece, richiamato ad un comune impegno culturale e di approfondimento politico-sociale tutti coloro che si sentono espressione delle esperienze più coraggiose cattoliche e laiche che di fatto rappresentano una testimonianza politico-sociale per la difesa della democrazia e della pace che non può non accogliere, sia pure nelle forme contingentemente possibili, chiunque si rifà al giusto concetto di persona umana. Il CSPS si è ispirato agli ideali di libertà e di giustizia che hanno animato le lotte cattoliche della nostra storia calabrese e che hanno costituito l'intima aspirazione di tanti : da Don Caporale ai sacerdoti Carlo De Cardona e Luigi Nicoletti di Cosenza, a Don Francesco Maiolo di Nicastro a Don Francesco Mottola di Tropea e Padre Gaetano Catanoso di Reggio Calabria. Figure che hanno vissuto la vita dando quotidiana e coerente testimonianza di una forte tensione per l'elevazione morale e per il riscatto sociale della propria gente.
La decisione di enucleare un'esperienza associativa in Fondazione muove da esigenze tangibili e pertanto, essa è finalizzata a dare risposte concrete alla gente di Calabria; in un momento particolarmente difficile in cui da un lato il mondo politico è giudicato con generale sentimento di sfiducia, se non di disprezzo e, dall'altro, con criterio inversamente proporzionale, nei cittadini sempre più si manifestano vitali aspirazioni: dalla giustizia alla pace, alla ricerca di più autentiche forme di socialità e di comunione, di più equilibrati rapporti con la produzione e la natura.
Il principale proposito dei fondatori è quello di dare ai cittadini calabresi gli aiuti morali e progettuali necessari per vivere da buoni cristiani nella quotidianità ed al contempo di creare le condizioni per uno sviluppo etico offrendo nuove opportunità nel mondo del lavoro. È nell'elevazione morale, civile e culturale; nella conquista del lavoro come diritto costituzionale di ogni cittadino che la Fondazione ritiene si possa costruire una radicata cultura antimafia, capace di diffondersi nella società e contrastare, nella collaborazione con gli organi preposti dello Stato, la presenza e le attività di tutte le mafie ed in particolare, della ndrangheta.